# Riformatori Sardi
Riformatori Sardi (RS) és un moviment polític format a Sardenya el 1993, d'ideologia catòlica i liberaldemocràtica que es proposa el reformisme regional sard.
Es defineix com a bipolarista i alternatiu a l'esquerra política, però no s'identifica en l'acció política de la Casa de les Llibertats en temes importants com les institucions i el repartiment de poders. Treballa per a transformar l'actual centredreta en sentit liberal amb projecte autònom.
Ha col·laborat amb el Pacte dels Liberaldemòcrates de Mariotto Segni. Els principals dirigents del partit han estat el diputat Michele Cossa, el senador Massimo Fantola, Gavino Cassano, Sergio Pisano, Pierpaolo Vargiu, Attilio Dedoni.
L'octubre de 2005 va crear el moviment juvenil Giovani Riformatori Arxivat 2015-08-01 a Wayback Machine. òrgan integrant del partit
A led eleccions legislatives del 2001 participaren amb la seva pròpia llista proporcional a Sardenya, mentre que en el majoritari arribaren a un acord amb la Casa de les Llibertats i assoliren l'escó de diputat per a Michele Cossa.
A les eleccions europees de 2004 donaren suport a la llista del Pacte Segni-Scognamiglio, que no assolí cap escó.
A les eleccions legislatives del 2006 arribaren a un acord amb la UDC, i Massimo Fantola fou escollit senador.
A les eleccions municipals de Càller de 2006 van assolir el 10% dels vots, el segon partit de la coalició de centredreta.

## Resultats electorals

### Eleccions regionals
| Any  | Vots   | %    | Escons | +/- | Govern   |
| ---- | ------ | ---- | ------ | --- | -------- |
| 1999 | 38,259 | 4.4  | 3 / 80 | Nou | Coalició |
| 2004 | 50,953 | 6.00 | 4 / 85 | 1   | Oposició |
| 2009 | 56,056 | 6.78 | 5 / 80 | 1   | Coalició |
| 2014 | 41,060 | 6.02 | 3 / 60 | 1   | Oposició |
| 2019 | 36,299 | 5.08 | 4 / 60 | 1   | Coalició |
| 2024 | 49,629 | 7.2  | 3 / 60 | 1   | Oposició |